# Just Songeon

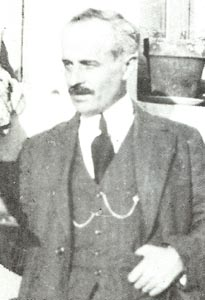
Just Songeon

Just Songeon (im savoyischen Patois: Justo Sonjon; * 17. Mai 1880 in Sillingy, Departement Haute-Savoie; † 30. März 1940 in Paris) war ein französischer Lehrer, Gewerkschafter, Dichter und Schriftsteller frankoprovenzalischer Sprache.

## Leben
Just Songeon wuchs in der Ortschaft La Combe de Sillingy auf. Er studierte im Lehrerseminar (École normale d’instituteurs) in Bonneville im Arvetal und arbeitete seit 1901 als Lehrer für Literatur, Englisch und Geographie in verschiedenen Gemeinden Hochsavoyens, von 1906 bis 1931 in Annemasse. Er setzte sich in der Zwischenkriegszeit dafür ein, den Unterricht auch in der bisher von den Erziehungsbehörden unterdrückten savoyischen Landessprache, dem Patois savoyard, halten zu können, und er hielt die Schüler des Lehrerseminars in Bonneville dazu an, in den Unterricht die lokalen Verhältnisse und die regionale Kultur und Sprache Savoyens mit einzubeziehen. Über die savoyische Mundart schrieb er: «La langue dans laquelle ils expriment leurs souffrances et leurs joies, dans laquelle ils échangent leurs idées, notre patois, n’est pas langue morte, mais bien vivante et se renouvelle sans cesse…».
Songeon diente im Ersten Weltkrieg während 52 Monaten als Soldat zuerst in der französischen Armee und seit 1917 als Übersetzer für die amerikanischen Expeditionstruppen und verarbeitete Eindrücke aus der Kriegszeit in einem Teil seines literarischen Werks; die im Band Lô coups de mula du p’tio de la Comba abgedruckten Lieder verfasste er während des Kriegseinsatzes.
Er war Mitglied der sozialistischen Partei und trat 1920 zu den Kommunisten über. Als führender Aktivist im Departement war er bei der Gründung des kommunistischen Verbands von Hochsavoyen und verschiedener lokaler Genossenschaften beteiligt.
Just Songeon schrieb unter dem Namen P’tio de la Comba im Patois der savoyischen Region Genevois. Er zählte zu den frankoprovenzalischen Dialektschriftstellern, die sich im 19. und frühen 20. Jahrhundert in der Literaturgruppe Ècoula de Remelyi zusammenschlossen.
In Sillingy ist zur Erinnerung an den Dichter und Aktivisten eine Straße benannt.

## Werke
- Lô coups de mula du p’tio de la Comba. Chanfons et fianfiournes. Dialektgedichte. 1915.
- Lô coups de mula du p’tio de la Comba. Zeitschrift.
- C’maclié.
- La Comba de Fellengy.
- Anthologie de los autors de Remelyi.